# Fantômes (jeu)
Pour les articles homonymes, voir Fantôme (homonymie).

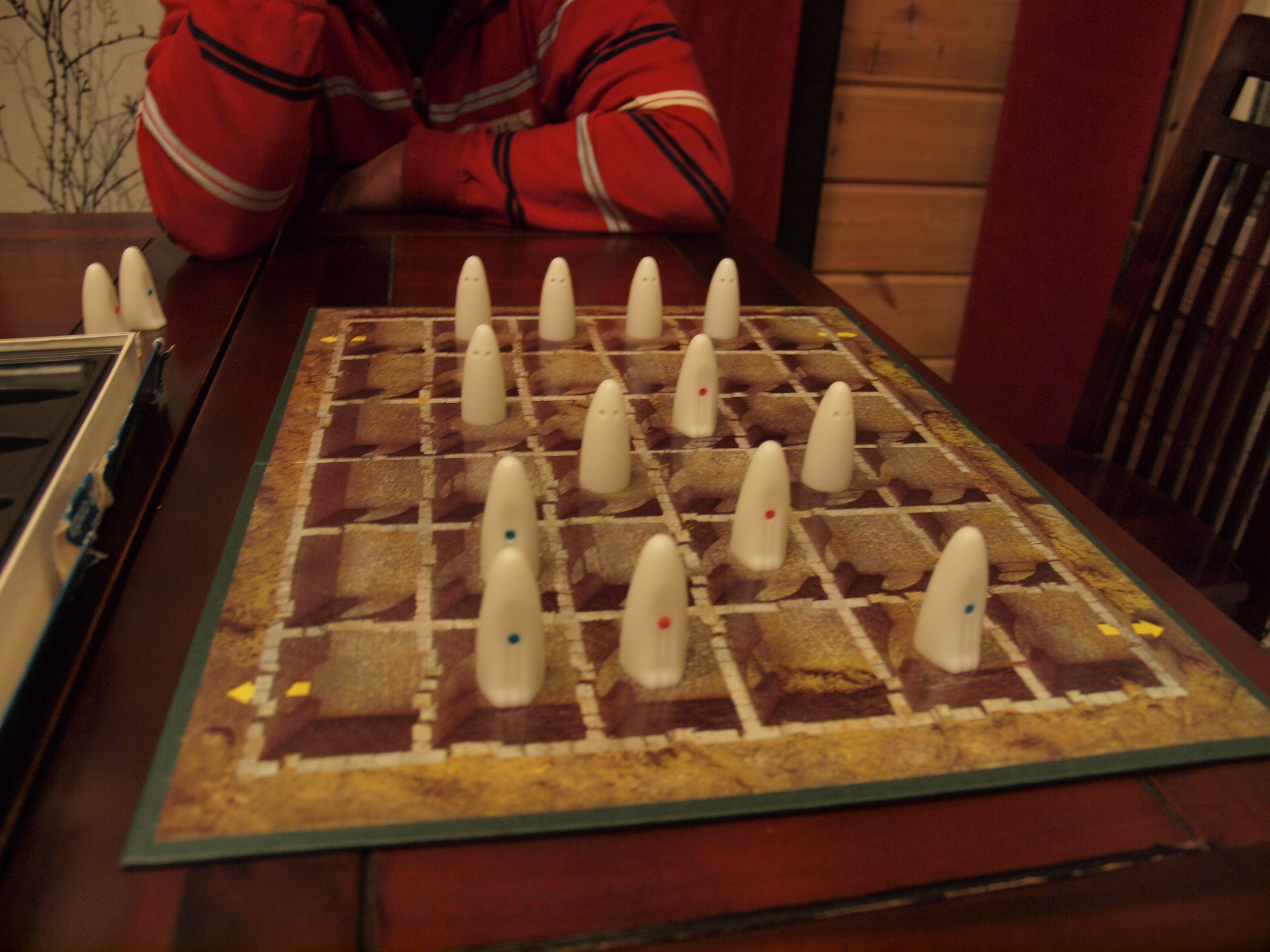
Une partie en cours.

Fantômes (anglais : Ghosts, finnois : Kummituspeli, suédois : Spökspelet) est un jeu de société pour deux joueurs, conçu par Alex Randolph et publié aux États-Unis en 1982 par Milton Bradley et en France par Schmidt.

## Déroulement
Le jeu se déroule sur une grille 6×6 qui évoque un château hanté. Chaque joueur possède huit fantômes, dont quatre bons (marqués à l'arrière d'un point bleu) et quatre mauvais (marqués à l'arrière d'un point rouge). Avant la partie, chaque joueur place ses fantômes sur les cases centrales de ses deux premières rangées en formation 4-4 (libre à lui de disposer ses bons et ses mauvais fantômes dans l'ordre de son choix). Une sortie adjacente se trouve à chacun des quatre coins du château.
Les joueurs ignorent lesquels, parmi les fantômes adverses, sont bons ou mauvais : vus de face, ces derniers paraissent tous identiques (les points figurent seulement au dos).
Chaque joueur déplace à tour de rôle un fantôme d'une case à l'horizontale où à la verticale (gauche, droite, avant ou arrière). Il peut capturer un fantôme adverse en prenant sa place ; c'est seulement une fois que ce dernier est capturé que le joueur découvre s'il s'agit d'un bon ou d'un mauvais fantôme…
Un joueur gagne s'il arrive à capturer les quatre bons fantômes adverses, mais il perd s'il capture les quatre mauvais… La partie peut également être remportée en parvenant à faire sortir un de ses quatre bons fantômes par une des deux sorties de côté situées à l'autre bout du château.
Ce jeu doit son attrait en requérant à la fois stratégie, bluff et sagacité.